# Boligkommissionen kondemnerer det gamle Aarhus
|  | Denne artikel er oprettet af botten Steenthbot ud fra en ekstern database. Den kan derfor have sproglige fejl eller mangler. Denne skabelon kan fjernes efter kontrol af indholdet. |

Boligkommissionen kondemnerer det gamle Aarhus er en dansk dokumentarisk optagelse fra 1944.

## Handling
Boligkommisionen dokumenterer boligmassen i det indre Århus: Klosterstræde, Møllegade, Nygade, Aaboulevarden, Vestergade, Amaliegade, Fiskergade, Ridderstræde, Dynkarken, Graven, Badstuegade og Møllestien. Der er fokus på de sanitære forhold, baggårde med dyrehold, toiletter, affald og grovkøkkener, totalt nedslidte og misligholdte ejendomme, små rum med mange mennesker, kloakforhold, tilbygninger m.m.